# السبلة (يريم)

تعديل مصدري - تعديل

السبلة هي إحدى قرى عزلة بني مسلم بمديرية يريم التابعة لمحافظة إب، بلغ تعداد سكانها 124 نسمة حسب تعداد اليمن لعام 2004.